# Andreas Weimann
Andreas Weimann (Wenen, 5 augustus 1991) is een Oostenrijks voetballer die bij voorkeur als aanvaller speelt. Hij tekende in juni 2015 een contract tot medio 2019 bij Derby County, dat hem overnam van Aston Villa. Weimann debuteerde in 2012 in het Oostenrijks voetbalelftal.

## Clubcarrière
Weimann werd op zestienjarige leeftijd door Aston Villa overgenomen uit de jeugd van Rapid Wien. Op 14 augustus 2010 maakte hij zijn debuut voor de hoofdmacht van Aston Villa tegen West Ham United. Hij viel die wedstrijd na 86 minuten in voor Ashley Young. Villa verhuurde Weimann in januari 2011 aan Watford. Hij maakte vier doelpunten in achttien wedstrijden voor die club. Op 12 maart 2012 maakte Weimann zijn eerste doelpunt voor Aston Villa in de tweede minuut van de blessuretijd van een met 1–0 gewonnen thuiswedstrijd tegen Fulham.
Weimann tekende in juni 2015 een contract tot medio 2019 bij Derby County, de nummer acht in de Championship het voorgaande seizoen. Op 8 augustus 2015 maakte hij zijn debuut in de competitie in de uitwedstrijd tegen Bolton Wanderers (0–0 gelijkspel), als invaller voor Johnny Russell na een uur spelen. Tien dagen later startte Weimann voor het eerst in het basiselftal van Derby County; de wedstrijd tegen Middlesbrough FC eindigde in 1–1.

## Interlandcarrière
Weimann speelde voor zowel Oostenrijk –17, Oostenrijk –19, Oostenrijk –20 als voor Oostenrijk –21. Op 12 oktober 2012 maakte hij zijn debuut in het Oostenrijks voetbalelftal in een doelpuntloze WK-kwalificatiewedstrijd tegen Kazachstan. In 2013 was Weimann vooralsnog het meest actief voor Oostenrijk: hij speelde gedurende dat jaar in acht interlands, waarvan zes in het kwalificatietoernooi voor het wereldkampioenschap voetbal 2014.
Weimann werd op 7 juni 2024 door bondscoach Ralf Rangnick opgenomen in de Oostenrijkse selectie voor het EK 2024 in Duitsland. Oostenrijk werd groepswinnaar in een groep met Frankrijk, Nederland en Polen en werd in de achtste finales uitgeschakeld met een 1–2 nederlaag tegen Turkije. Weimann kwam op het toernooi enkel in actie tegen Nederland.
1 Lindner ·
2 Wöber ·
3 Trauner ·
4 Danso ·
5 Posch ·
6 Seiwald ·
7 Arnautović  ·
8 Prass ·
9 Sabitzer ·
10 Grillitsch ·
11 Gregoritsch ·
12 Hedl ·
13 Pentz ·
14 Querfeld ·
15 Lienhart ·
16 Mwene ·
17 Kainz ·
18 Schmid ·
19 Baumgartner ·
20 Laimer ·
21 Daniliuc ·
22 Seidl ·
23 Wimmer ·
24 Weimann ·
25 Entrup ·
26 Grüll ·
Coach: Rangnick